# پیتر بارنز (نمایش‌نامه‌نویس)
پیتر بارنز (انگلیسی: Peter Barnes; ۱۰ ژانویهٔ ۱۹۳۱ – ۱ ژوئیهٔ ۲۰۰۴) کارگردان فیلم، فیلم‌نامه‌نویس، تهیه‌کننده فیلم، پدیدآور، و نویسنده اهل بریتانیا بود.
وی همچنین برندهٔ جوایزی همچون جایزه لارنس الیویه شده‌است.